# Ndebele
Ndebele (Ndebele Południowi) – grupa ludów zamieszkujących prowincje Transwal, Limpopo, Mpumalanga i Gauteng w Republice Południowej Afryki. W 2001 roku ich liczebność wynosiła ok. 700 tysięcy. Ich odłamem są Matabele (Ndebele Północni) z Zimbabwe.